# František Kaberle (hockeista su ghiaccio 1973)
František Kaberle (Kladno, 8 novembre 1973) è un ex hockeista su ghiaccio ceco.

## Palmarès

### Nazionale

#### Olimpiadi
- Bronzo a Torino 2006.

#### Mondiali
- Oro a Vienna 1996.
- Oro a Norvegia 1999.
- Oro a Russia 2000.
- Oro a Germania 2001.
- Oro a Vienna 2005.
- Bronzo a Svizzera 1998.

#### Mondiali Under-20
- Bronzo a Svezia 1993.

#### Europei Under-18
- Oro a Cecoslovacchia 1991.

### Club
- Stanley Cup: 1

Carolina Hurricanes: 2006